# Dorothea Ackermann
Caroline Dorothea Elisabeth Ackermann (Danzig, 12 de febrer de 1752 - Hamburg, 26 d'octubre de 1821) fou una cantant alemanya. Era la filla de Konrad Ackermann i Sophie Charlotte Bierreichel.
Aconseguí els seus més grans èxits al teatre d'Hamburg. Malgrat aquests, abandonà l'escena el 1778 amb només 27 anys.